# Arsenie Todiraș
Arsenie Todiraș (nacido en Chișinău, República Socialista Soviética de Moldavia, Unión Soviética el 22 de julio de 1983) es un cantante moldavo. Fue el miembro más joven del grupo O-Zone. Ahora sigue una carrera en solitario con el nombre artístico de "Arsenium". Arsenie cantó en Eurovisión 2006 como representante de Moldavia con su canción "Loca" junto a Natalia Gordienko, con Connect-R, y terminó en el vigésimo lugar con 22 puntos.
Tomó parte en la Dansez Pentru Tine Dance Contest, la versión rumana de Dancing with the Stars, y ocupó el segundo lugar, mientras que el primero se lo dieron a la cantante rumana Andra.
Su primer álbum, The 33rd Element, fue lanzado en Rumanía en el verano de 2006. También fue lanzado en Ucrania, España, Rusia, Polonia.
En el año 2008 sacó a la venta en varios países europeos como España, Rumania o Alemania, su sencillo Rumadai, con el cual espera lograr el éxito obtenido con la banda O-Zone. Este sencillo sale a la venta en varios países europeos (Rumania, España, Alemania). Con dicha canción, representó a Rumania en el Festival de Viña del Mar 2014 en Chile, donde obtuvo premio al mejor intérprete en la Competencia Internacional, ganando la Gaviota de Plata, premio máximo otorgado en el certamen a los artistas en competencia.
Arsenium cuenta con diferentes clubes de fans a través de las redes sociales en países europeos y en América, tales como México y Estados Unidos.

## Discografía

### Álbumes

#### Durante O-Zone
- Number 1 (2002)
- DiscO-Zone (2004)

#### En solitario
- Love me... Love me (2005)
- The 33rd Element (2006)
- Rumadai (2008)

### Sencillos
- "Love Me, Love Me" (2005) (Alemania Top 100 #33, Francia Singles Top 100 #36)
- "Loca" (2006) (canción participante en el Festival de Eurovisión 2006)
- "Professional Heartbreakers" (2007)
- "Wake Up" (2008)
- "Rumadai" (2008) (Alemania Top 100 #32, Alemania Dancefloor Chart #1, Austria Top 75 #50)
- "Bang Bang"  (2008)
- "Summerboy" (2008)
- "Maybe"  (2008)
- "Minimum" (2009)
- "25" (2009)
- "Исчезни" (transcrito "Isshezni") (2010)
- "Remember mе" (2010)
- "Nu ma mai cautа" (2010)
- "Erase it" (2010)
- "My heart" (2011)
- "I'm giving up" (2012)
- "Happy Birthday" (2012)
- "Do Rassveta" (Feat Sati Kazanova) (2014)
- "Porque Te Amo" (Feat Sati Kazanova) (2014)
- "Bella Bella" (2015)
- "Только с тобой" (2016)
- "What Is Love" (2016)

### Videos musicales
- "Love Me, Love Me" (2005)
- "Loca" (feat. Natalia Gordienco & Connect-R) (2006)
- "Professional Heartbreakers" (2006)
- "Wake Up" (2008)
- "Rumadai" (2008)
- "Minimum" (2009)
- "Remember me" (2010)
- "Erase it" (2010)
- "My heart" (2011)
- "Do Rassveta" (Feat Sati Kazanova) (2014)
- "Porque Te Amo" (Feat Sati Kazanova) (2014)
- "Bella Bella" (2015)